# Școala Medicală din Salerno
Școala medicală din Salerno (în latină Schola Medica Salernitana) este considerată prima facultate de medicină din Europa. În secolul al XIII-lea împăratul Frederic al II-lea al Sfântului Imperiu Roman a emis o diplomă de recunoaștere a instituției, diplomă codificată în anul 1231 în Liber Augustalis⁠(en)[traduceți].

## Istoric
La sfârșitul secolului al IX-lea mai mulți călugări de la Monte Cassino au fost detașați la Salerno, pentru a-i îngriji pe pelerinii și pe ceilalți călători întorși de pe mare.

## Galerie de imagini

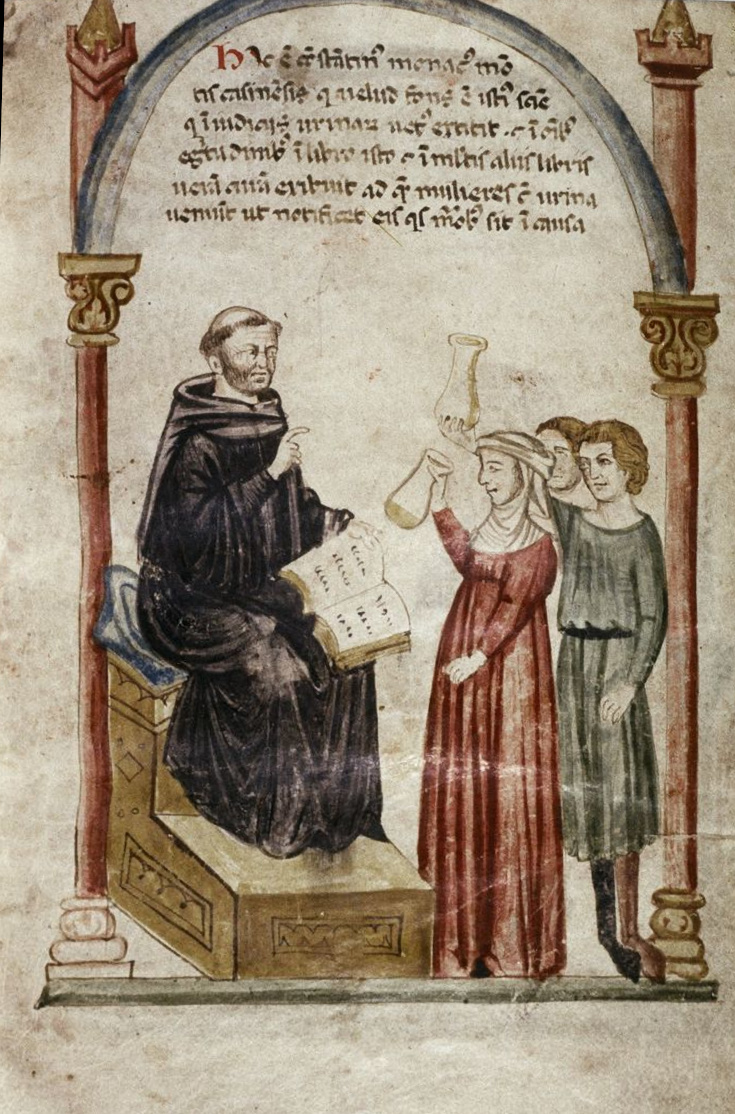
Constantin Africanul⁠(en)[traduceți] examinând flacoane cu urina pacienților (sec. al XI-lea)
Intervenții chirurgicale: hemoroizi, polipi nazali, cataractă. După un manuscris al Școlii din Salerno, British Museum, Londra (sec. al XI-lea)